# 322年
| 千纪： | 1千纪                                                                                           |
| 世纪： | 3世纪 \| 4世纪 \| 5世纪                                                                         |
| 年代： | 290年代 \| 300年代 \| 310年代 \| 320年代 \| 330年代 \| 340年代 \| 350年代                       |
| 年份： | 317年 \| 318年 \| 319年 \| 320年 \| 321年 \| 322年 \| 323年 \| 324年 \| 325年 \| 326年 \| 327年 |
| 纪年： | 壬午年（马年）；成汉玉衡十二年；前赵光初五年；东晋永昌元年；前凉建兴十年                        |

## 大事记
- 中國
  - 2月16日，東晉大將軍王敦在武昌起兵，王敦之亂爆發。
  - 農曆四月，王敦攻佔石頭城，逼令晉元帝屈服求和。
  - 後趙王石勒因祖逖已死而南侵屬晉的黃河以南地區，接替祖逖的祖約不能抵抗，南退至壽春，石勒於是留兵駐屯豫州，豫州再次進入後趙的勢力範圍。同時石勒派兵侵擾徐、兗二州，東晉駐守當地的部隊都只有南退，很多當地塢主都向石勒歸降。

## 出生
- 晉康帝，東晉第四位皇帝，晉明帝之子。（344年逝世，22岁）

## 逝世
- 周顗，東晉尚書左僕射。（269年出生，53岁）
- 戴淵，東晉驃騎將軍。（271年出生，51岁）
- 司馬承，東晉宗室，湘州刺史。（264年出生，58岁）
- 刁協，東晉尚書令。
- 張賓，後趙石勒謀主。
- 5月13日－－羊獻容，西晉及前趙皇后。
- 6月23日－－甘卓，東晉荊州刺史。
- 11月4日－－王廙，東晉荊州刺史。（276年出生，46岁）
- 12月6日－－荀組，東晉太尉。（258年出生，64岁）